# پارمیجانینو
جیرولامو فرانچسکو ماریا ماتزئولا (به ایتالیایی: Girolamo Francesco Maria Mazzola) (که با نام فرانچسکو ماتزولا نیز شناخته می‌شود) معروف به پارمیجانینو (به ایتالیایی: Parmigianino) یا پارمیجانو (تولد ۱۱ ژوئیه ۱۵۰۳ – مرگ ۲۴ اوت ۱۵۴۰) نقاش شیوه‌گرای ایتالیایی بود که در شهرهای فلورانس، رم، بولونیا و به خصوص شهر زادگاهش پارما فعالیت می‌کرد. دو اثر معروف او منظره‌ای از سنت‌جرومه (۱۵۲۷) و مریم گردن‌بلند (۱۵۳۴) می‌باشد.

## کودکی
پارمیجیانینو هشتمین فرزند فیلیپو مازولا و یک دوناتلا آباتی بود. پدرش دو سال پس از تولد پارمیجیانینو بر اثر طاعون درگذشت و فرزندان توسط عموهایشان، میشل و پیر ایلاریو، که به گفته وازاری هنرمندانی با استعداد متوسط بودند، بزرگ شدند. در سال ١٥١٥، عمویش از نیکولو زنگراندی برای تزئین کلیسایی در سان جیووانی اوانجلیستا سفارش دریافت کرد. کاری که بعداً توسط پارمیجیانینو جوان تکمیل شد. در سن هجده سالگی، او قبلاً محراب باردی را تکمیل کرده بود. در سال ١٥٢١، پارمیجانینو برای فرار از جنگ بین ارتش فرانسه، امپراتوری و پاپ به ویادانا (به همراه نقاش جیرولامو بدولی که قرار بود با پسر عمویش ازدواج کند) فرستاده شد. در ویادانا، او دو تابلو را با تمپر نقاشی کرد که فرانسیس قدیس را برای کلیسای فراتی د زوکلی و ازدواج عرفانی سنت کاترین را برای سن پیترو به تصویر می‌کشید. او همچنین در سان جیووانی کار کرد و با کورجو، که در حال کار بر روی تزئینات دیواری گنبد بود، ملاقات کرد.

## سفر به روم
در سال ١٥٢٤، او با پنج نقاشی کوچک، از جمله ختنه عیسی و خودنگاره او در آینه محدب، به رم سفر کرد و به دنبال حمایت از پاپ مدیچی، کلمنت هفتم بود. وازاری ثبت می کند که در رم، پارمیجانینو "به عنوان یک تولد دوباره رافائل جشن گرفته شد". در ژانویه ١٥٢٦، پارمیجانینو و عمویش، پیر ایلاریو، با ماریا بوفالینا از سیتا دی کاستلو به توافق رسیدند تا کلیسای سن سالواتوره در لائورو را با محرابی از چشم انداز سنت ژروم تزئین کنند. در عرض یک سال، غارت رم باعث فرار پارمیجیانینو و بسیاری از هنرمندان دیگر شد.

## آثار برگزیده
- ختنه کردن مسیح (۱۵۲۳)
- خودنگاره در آینه محدب (۱۵۲۴)
- پرتره لورنزو کیبو(۱۵۲۴)
- پرتره گالئاتزو سان ویتاله (۱۵۲۴)
- پرتره یک تحصیلدار (۱۵۲۴)
- کنیز ترک (۱۵۳۳)
- کوپید کمانش را می‌سازد (۱۵۳۵–۱۵۳۳)
- آنته‌آ (۱۵۳۵)
- پرتره پیر ماریا روسی اهل سان سکوندو (۱۵۳۹–۱۵۳۵)
- منظره‌ای از سنت‌جرومه (۱۵۲۷–۱۵۲۶)
- مریم گردن‌بلند (۱۵۳۴)

## نگارخانه

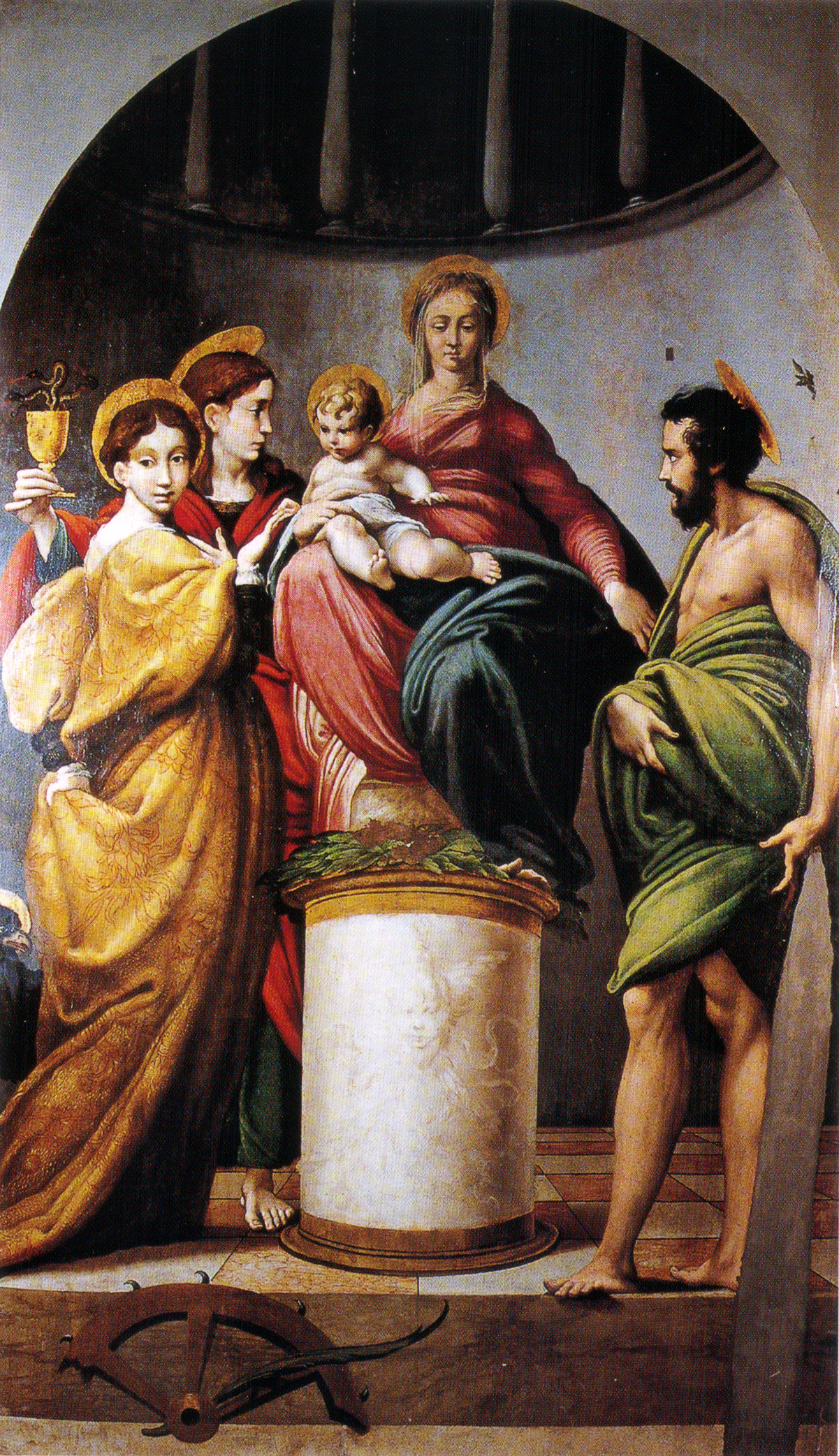
باردی آلتارپیچه اثر پارمیجانینو(۱۵۲۱).